# Lucedale, Mississippi
Lucedale là một thành phố thuộc quận George, tiểu bang Mississippi, Hoa Kỳ. Năm 2010, dân số của thành phố này là 2 923 người.

## Dân số
- Dân số năm 2000: 2 643 người.
- Dân số năm 2010: 2 923 người.